# Eslovaquia en los Juegos Olímpicos de Sochi 2014
Eslovaquia estuvo representada en los Juegos Olímpicos de Sochi 2014 por un total de 63 deportistas que compitieron en 9 deportes. Responsable del equipo olímpico fue el Comité Olímpico Eslovaco, así como las federaciones deportivas nacionales de cada deporte con participación.
El portador de la bandera en la ceremonia de apertura fue el jugador de hockey sobre hielo Zdeno Chára.

## Medallistas
El equipo olímpico eslovaco obtuvo las siguientes medallas:
| Nombre             | Deporte | Competición |
| ------------------ | ------- | ----------- |
| Oro                |         |             |
| Anastasiya Kuzmina | Biatlón | 7,5 km F    |
| Plata              |         |             |
| —                  |         |             |
| Bronce             |         |             |
| —                  |         |             |